# Atmosfære (stemning)
 For alternative betydninger, se Atmosfære. (Se også artikler, som begynder med Atmosfære)
Atmosfære betyder bl.a. luften på et bestemt sted, i et bestemt rum. I forlængelse af denne betydning bruges begrebet i overført forstand om den stemning der kan være på et bestemt sted eller som omgiver en person, genstand eller institution, og som ofte er knyttet til et bestemt rum. 
Der er altså ikke tale om en rent subjektiv, indre følelsestilstand, men om noget man møder delvist objektivt. Netop denne "tågethed" – det at man ikke præcis kan udpege et afgrænset objekt eller subjekt hos hvilket stemningen udgår – er formentlig baggrunden for at kalde det en atmosfære.
Således anvendes det fx om naturoplevelser, kunst, musik og arkitektur, og bruges dermed som æstetisk begreb.
Af naturoplevelse, der frembringer en helt speciel nærmest magisk atmosfære kan være
- solop- og nedgang
- måneskin der spejler sig i blik stille hav
- helt stille regn
- helt stille sne
- tordenvejr

Inden for filosofien har især Hermann Schmitz og Gernot Böhme beskæftiget sig med atmosfærer i nyere tid. Böhme har kaldt sine æstetiske studier for en "atmosfærernes æstetik". Hans udgangspunkt er en fænomenologisk teori om mennesker, der ser mennesket som et kropsligt meningsvæsen, der er en del af en økologisk kontekst. Tilsvarende er forbindelser mellem omgivelserne og ens stemning i centrum for hans generele teori om sanselig erfaring. Her trækker han på ideer fra Martin Heidegger og Maurice Merleau-Ponty, men frem for alt på Hermann Schmitz' nyfænomenologi. Schmitz teori om kropsligheden er udgangspunkt for Böhmes behandling af atmosfæren. Schmitz egen teori om atmosfæren anvendes i andre discipliner som medicin, arkitektur og økonomi.